# Arseniusz Koniewski
Arseniusz Koniewski (ur. Nowogrodzie Wielkim, zm. 12 czerwca 1447 na wyspie Koniewiec) – święty mnich prawosławny.

## Życiorys
Był z zawodu rzemieślnikiem. W 1373 wstąpił do Monasteru Lisickiego w Nowogrodzie Wielkim, składając wieczyste śluby zakonne z imieniem Arseniusz. W klasztorze tym przeżył 11 lat, po czym za zgodą przełożonych, poszukując jeszcze surowszych umartwień, udał się na Górę Athos. Żył tam przez trzy lata. Następnie wrócił na Ruś, otrzymując od ihumena jednego z monasterów Athosu cudowną Koniewską Ikonę Matki Bożej. Mnich Arseniusz udał się na północ Rusi i osiadł w Monasterze Wałaam. Według hagiografii żyjąc w tym klasztorze modlił się o wskazanie mu miejsca na budowę nowego monasteru. Ostatecznie w 1393 Arseniusz opuścił Wałaam i zbudował kaplicę na wyspie Koniewiec na jeziorze Ładoga. Przez pięć lat żył na wyspie jako pustelnik, po czym, z błogosławieństwa arcybiskupa nowogrodzkiego Jana założył w tym miejscu monaster Narodzenia Matki Bożej, zwany Monasterem Koniewskim. Przebywał w nim do 1416, pełniąc obowiązki ihumena. W wymienionym roku, za zgodą arcybiskupa Szymona udał się ponownie na Athos. Pod jego nieobecność wspólnota monastyczna, jaką założył, była bliska rozpadu. Jej sytuacja ustabilizowała się dopiero po powrocie przełożonego. W 1421, z powodu wylewów wód jeziora Ładoga na Koniewiec, Arseniusz był zmuszony zainicjować przeniesienie budynków mieszkalnych dla mnichów w inną część wyspy.
Arseniusz cieszył się ogromnym szacunkiem jako przełożony Monasteru Koniewskiego. W 1446 biskup nowogrodzki Eutymiusz wręczył mu swój własny kłobuk. Rok później, 12 czerwca, mnich zmarł w monasterze i został pochowany w jego głównej cerkwi.
Nieformalny kult Arseniusza zaistniał już kilkanaście lat po jego śmierci, kiedy ihumen Monasteru Koniewskiego Warłaam opracował jego pierwszy żywot. W 1850 zakonnik został kanonizowany przez Rosyjski Kościół Prawosławny, gdzie uważa się go za szczególnego patrona ludzi morza.